# Zamia montana
Zamia montana — вид голонасінних рослин класу Саговникоподібні (Cycadopsida).
Етимологія: видовий епітет посилається на від передгірних до гірських місць проживання виду.

## Опис
Стовбур деревовидий, 0,5–1,5 м заввишки, 10–20 см діаметром. Листків 2–5, вони довжиною 1–2 м; черешок тільки з кількома колючками, 30–70 см завдовжки; хребет з 8–12 парами листових фрагментів. Листові фрагменти довгасто-ланцетні, неглибоко борознисті між жилками верхньої поверхні, клиновиді біля основи, загострені на вершині, краї бідно мілко-пилчасті у верхній третині, середні з них 18–30 см завдовжки, шириною 3–7 см. Пилкові шишки жовтувато-коричневі, від циліндричних до яйцювато-циліндричних, довжиною 6–8 см, 1,5–2 см діаметром; плодоніжка довжиною 2–4 см. Насіннєві шишки коричневі, від циліндричних до яйцювато-циліндричних, довжиною 20–30 см, 8–10 см діаметром. Насіння червоне, завдовжки 1–1,5 см, 0,5–0,8 см діаметром.

## Поширення, екологія
Країни зростання: Колумбія (материк). Зростає найвище, наскільки відомо з неотропічних саговникоподібних і відомий тільки з колекцій в мокрих гірських лісах. Росте на висотах 1800–2000 м.

## Загрози та охорона
Цьому виду надзвичайно загрожує лісозаготівля, вирощування кукурудзи і луло (Solanum). Насправді, він цілком може бути зниклим у дикій природі, тому що єдина відома популяція знаходиться в області, яка була в 21 сторіччі вирубана.